# Ladislav Pavlovič
Ladislav Pavlovič   (Prešov, 8 d'abril de 1926 - Prešov, 28 de gener de 2013) fou un futbolista eslovac de la dècada de 1950.
Fou 14 cops internacional amb la selecció txecoslovaca amb la qual participà en l'Eurocopa 1960.
Pel que fa a clubs, defensà els colors de Tatran Prešov (1950-1953, 1956-1965/66: 150 gols) i CH Bratislava (1954-1955: 14 gols).